# Sylvain Kahane
Pour les articles homonymes, voir Kahane.
Sylvain Kahane est un mathématicien et linguiste français, né en 1964,.

## Biographie
Sylvain Kahane est docteur en mathématiques, après avoir soutenu une thèse de doctorat à l'Université Pierre-et-Marie-Curie  intitulée Idéaux compacts et applications à l'analyse harmonique, sous la direction d'Alain Louveau en 1990.
Il est professeur de sciences du langage à l'Université Paris-Nanterre, directeur du département de sciences du langage de cette même université, chercheur au laboratoire MODYCO et spécialiste de linguistique mathématique.
Sylvain Kahane est un cousin du mathématicien Jean-Pierre Kahane.

## Recherche
- Linguistique: lexique, syntaxe, grammaires formelles, modélisation des langues, traitement automatique des langues, modélisation mathématique des langues, grammaire de dépendance, syntaxe générale, théorie sens-texte.

## Publications
- Rhapsodie : a prosodic and syntactic treebank for spoken French, avec Anne Lacheret-Dujour et Paola Pietrandrea, Amsterdam, John Benjamins, 2019.
- Elements of structural syntax, de Lucien Tesnière, traduction par Timothy Osborne et Sylvain Kahane, Amsterdam, John Benjamins, 2015.
- La modélisation mathématique des langues naturelles, Vanves, CERIMES, 2010.
- Les grammaires de dépendance, sous la direction de Sylvain Kahane, Paris, Hermès, 2000.
- Idéaux de compacts et applications a l'analyse harmonique, thèse de doctorat en mathématiques, sous la direction d'Alain Louveau, Université Pierre-et-Marie-Curie, 1990.